# Wehrmachtbericht
El Wehrmachtbericht (traducible al español como el "Informe de las Fuerzas armadas") era el informe de radio realizado diaramente por Großdeutscher Rundfunk de la Alemania nazi, y que era publicado por el Oberkommando der Wehrmacht (OKW) sobre la situación militar en todos los frentes. 
El primer informe fue realizado el 1 de septiembre de 1939, con la invasión de Polonia, y el último se realizó el 9 de mayo de 1945 desde Flensburgo.

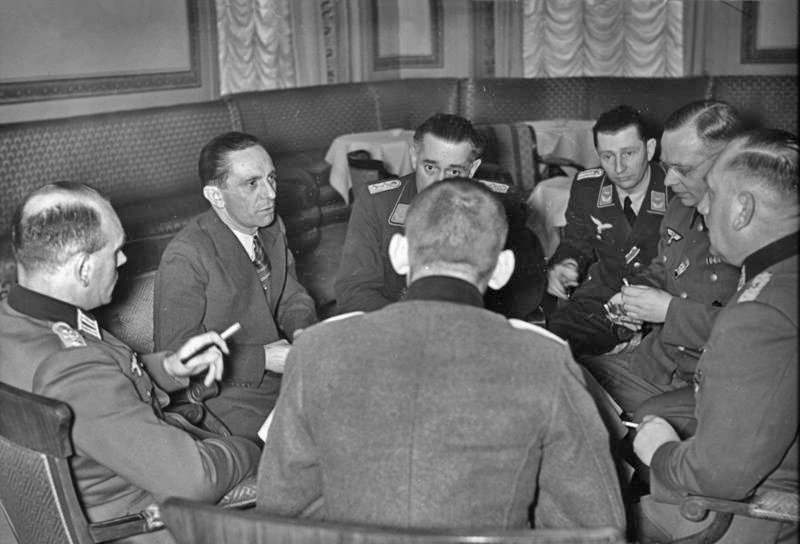
Goebbels conversando con oficiales de propaganda de la Wehrmacht, enero de 1941.

Desde el principio existió una gran rivalidad entre las Fuerzas Armadas y el Ministerio de Propaganda. El ministro Joseph Goebbels intentó que la propaganda militar quedara plenamente bajo su control, ya que consideraba que estaba llevada a cabo por funcionarios totalmente inadecuados para eso. No obstante, al final logró imponerse, aunque solo parcialmente. En 1938 Goebbels y el jefe del OKW, Wilhelm Keitel, firmaron un acuerdo que regulaba la interacción entre el ministerio de propaganda y el OKW: las conferencias de prensa militares estarían bajo control de las Fuerzas armadas, mientras que la selección de personal y la evaluación del material quedaría bajo responsabilidad del Ministerio de Propaganda.
Las referencias directas a personas o unidades militares en el Wehrmachtbericht eran consideradas un gran honor militar y tenidas una gran estima. La inclusión de estas referencias fue establecida por el Oberkommando des Heeres Generaloberst Walther von Brauchitsch el 27 de abril de 1940. Una distinción superior era el "Listado de Honor del Ejército Alemán", establecido a mediados de 1941. Desde el 30 de enero de 1944 se creó una condecoración específica para ello, el Ehrenblattspange.